# Princeton (Kansas)
Princeton es una ciudad ubicada en el condado de Franklin en el estado estadounidense de Kansas. En el año 2010 tenía una población de 277 habitantes y una densidad poblacional de 307,78 personas por km².

## Geografía
Princeton se encuentra ubicada en las coordenadas 38°29′18″N 95°16′13″O / 38.48833, -95.27028 (38.488387, -95.270357).

## Demografía
Según la Oficina del Censo en 2000 los ingresos medios por hogar en la localidad eran de $33,333 y los ingresos medios por familia eran $36,042. Los hombres tenían unos ingresos medios de $26,607 frente a los $20,139 para las mujeres. La renta per cápita para la localidad era de $11,698. Alrededor del 4.9% de la población estaban por debajo del umbral de pobreza.